# جورج أكسلرود
جورج أكسلرود (بالإنجليزية: George Axelrod)‏ هو كاتب مسرحي ومنتج أفلام وكاتب وكاتب سيناريو ومخرج وممثل أمريكي، ولد في 9 يونيو 1922 في نيويورك في الولايات المتحدة، وتوفي في 21 يونيو 2003 في لوس أنجلوس في الولايات المتحدة.

## أعمال

### أفلام
- (1955) سنة الحكة السابعة
- (1961) الإفطار عند تيفاني[5]

## ترشيحات
- جائزة الأوسكار لأفضل كتابة، عن عمل: الإفطار عند تيفاني

## وصلات خارجية
- جورج أكسلرود على موقع IMDb (الإنجليزية)
- جورج أكسلرود على موقع ألو سيني (الفرنسية)
- جورج أكسلرود على موقع أول موفي (الإنجليزية)
- جورج أكسلرود على موقع قاعدة بيانات برودواي على الإنترنت (الإنجليزية)
- جورج أكسلرود على موقع قاعدة بيانات الأفلام السويدية (السويدية)
- جورج أكسلرود على موقع إن إن دي بي (الإنجليزية)
- جورج أكسلرود على موقع قاعدة بيانات الفيلم (الإنجليزية)
- جورج أكسلرود على موقع كينوبويسك (الروسية)